# Collemopsidium
Collemopsidium is een geslacht van schimmels behorend tot de familie Xanthopyreniaceae. De typesoort is niet aangewezen. Het lectotype is Collemopsidium iocarpum.
Sommige leden van dit geslacht zijn mariene soorten. Het geslacht werd in 1881 wetenschappelijk beschreven door de Finse botanicus William Nylander.

## Soorten
Volgens Index Fungorum telt het geslacht 18 soorten (peildatum maart 2023):
| Soortnaam                    | Auteur(s)                                  | Publicatiejaar |
| ---------------------------- | ------------------------------------------ | -------------- |
| Collemopsidium angermannicum | (G.B.F. Nilsson) A. Nordin                 | 2002           |
| Collemopsidium arenisedum    | (A.L. Sm.) Coppins & Aptroot               | 2008           |
| Collemopsidium caesium       | (Nyl.) Coppins & Aptroot                   | 2008           |
| Collemopsidium cephalodiorum | (Triebel & Grube) Grube                    | 2005           |
| Collemopsidium chlorococcum  | (Aptroot & van den Boom) Coppins & Aptroot | 2008           |
| Collemopsidium foveolatum    | (A.L. Sm.) F. Mohr                         | 2004           |
| Collemopsidium heardense     | (C.W. Dodge & E.D. Rudolph) Øvstedal       | 2010           |
| Collemopsidium iocarpum      | (Nyl.) Nyl.                                | 1881           |
| Collemopsidium japonicum     | (H. Harada) H. Harada                      | 2004           |
| Collemopsidium kostikovii    | Khodos. & Darmostuk                        | 2017           |
| Collemopsidium mauritiae     | Diederich & Ertz                           | 2020           |
| Collemopsidium monense       | (Wheldon) Coppins & Aptroot                | 2008           |
| Collemopsidium montanum      | (P.M. McCarthy & Kantvilas) P.M. McCarthy  | 2009           |
| Collemopsidium ostrearum     | (Vain.) F. Mohr                            | 2004           |
| Collemopsidium pyrenuloides  | C.W. Dodge & E.D. Rudolph                  | 1955           |
| Collemopsidium subarenisedum | (G. Salisb.) Coppins & Aptroot             | 2008           |
| Collemopsidium sublitorale   | (Leight.) Grube & B.D. Ryan                | 2002           |
| Collemopsidium tasmanicum    | (P.M. McCarthy & Kantvilas) P.M. McCarthy  | 2009           |